# Eagle (marka samochodów)

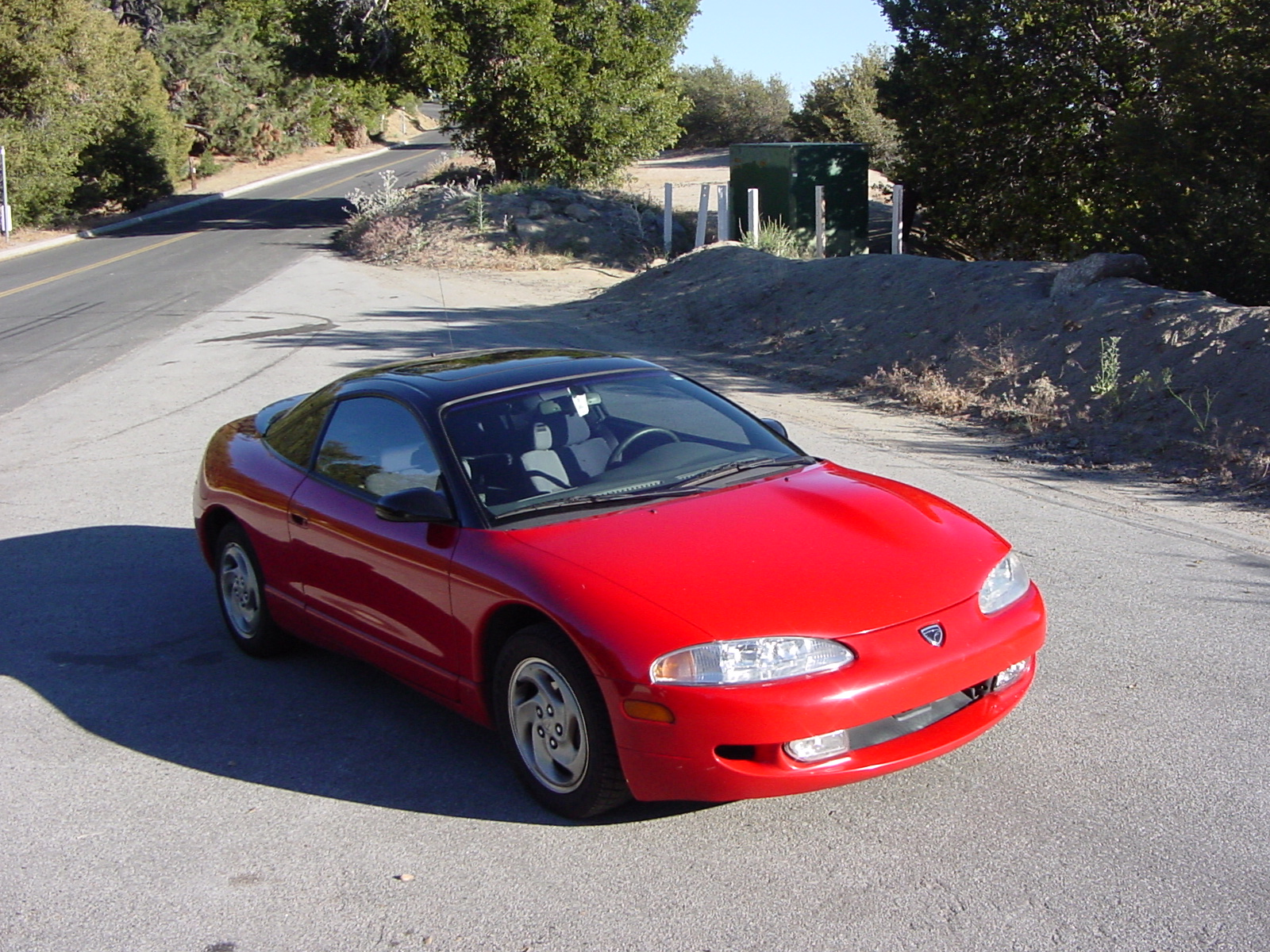
Eagle Talon

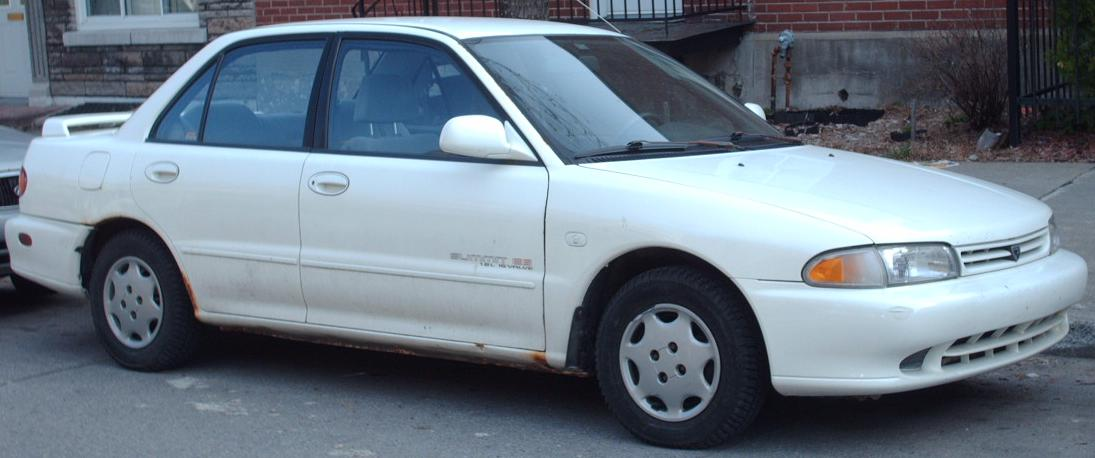
Eagle Summit

Eagle – amerykański producent samochodów osobowych, z siedzibą w Auburn Hills, działający w latach 1988–1998. Należał do amerykańskiego koncernu Chrysler.

## Historia
Eagle zostało utworzone po przejęciu w 1987 roku przez Chryslera koncernu American Motors Corporation. Producent miał konkurować z Saturnem, powstałą w podobnym czasie filią skupioną na produkcji awangardowych pojazdów skierowanych do młodych odbiorców. Zaledwie dekadę po utworzeniu, w 1998 roku Chrysler podjął decyzję o likwidacji Eagle ze względu na niewielką liczbę sprzedawanych pojazdów. Ostatnie modele trafiły do klientów pod koniec roku.

## Modele samochodów

### Historyczne
- Wagon (1987 – 1988)
- Medallion (1988 – 1989)
- Vista Wagon (1989 – 1992)
- Premier (1988 – 1992)
- Vista (1988 – 1992)
- 2000GTX (1991 – 1993)
- Summit (1989 – 1996)
- Summit Wagon (1991 – 1996)
- Vision (1993 – 1997)
- Talon (1990 – 1998)